# Mandapam
Mandapam là một thị xã panchayat của quận Ramanathapuram thuộc bang Tamil Nadu, Ấn Độ.

## Địa lý
Mandapam có vị trí 9°17′B 79°07′Đ / 9,28°B 79,12°Đ Nó có độ cao trung bình là 9 mét (29 feet).

## Nhân khẩu
Theo điều tra dân số năm 2001 của Ấn Độ, Mandapam có dân số 15.799 người. Phái nam chiếm 51% tổng số dân và phái nữ chiếm 49%. Mandapam có tỷ lệ 71% biết đọc biết viết, cao hơn tỷ lệ trung bình toàn quốc là 59,5%: tỷ lệ cho phái nam là 75%, và tỷ lệ cho phái nữ là 66%. Tại Mandapam, 13% dân số nhỏ hơn 6 tuổi.